# Фрата Тодина
Фра̀та Тодѝна (на италиански: Fratta Todina) е село и община в Централна Италия, провинция Перуджа, регион Умбрия. Разположено е на 215 m надморска височина. Населението на общината е 1896 души (към 2010 г.).